# Mathijs Tielemans
Mathijs Tielemans (Veldhoven, 26 april 2002) is een Nederlands voetballer die bij voorkeur als middenvelder speelt. Hij staat onder contract bij Vitesse, dat hem in 2025 verhuurt aan Excelsior Rotterdam.

## Carrière

### Jong PSV
Mathijs Tielemans speelt sinds 2010 in de jeugd van PSV, nadat hij was begonnen met voetballen bij RKVVO. Hij debuteerde in het betaald voetbal voor Jong PSV op 6 november 2020, in de met 1-2 gewonnen uitwedstrijd tegen FC Den Bosch. Jong PSV miste deze wedstrijd achttien spelers, waarvan twaalf vanwege een coronabesmetting, en speelde zodoende met enkele jeugdspelers. Tielemans was drie seizoenen basisspeler bij Jong PSV en kwam daarin tot 77 wedstrijden, acht goals en acht assists.

### Vitesse
Op 19 juni 2023 tekende Tielemans een contract tot medio 2026 bij Vitesse, dat hem transfervrij van PSV overnam. Hij debuteerde op 11 augustus tegen FC Volendam met een 2-1 overwinning en zijn eerste doelpunt voor de club. Het zou wel zijn enige doelpunt van het seizoen zijn, waarin Vitesse degradeerde uit de Eredivisie met een negatief Eredivisierecord van zes punten (mede door achttien punten aftrek).

### Excelsior
Op 04 februari 2025 werd bekend dat Tielemans het seizoen op huurbasis af zou maken bij Excelsior, die wel een optie tot koop hadden.  Hij debuteerde op 16 februari tegen Helmond Sport met een 1-1 gelijkspel. Uiteindelijk eindigde Excelsior dit seizoen als 2e in de competitie wat rechtstreekse promotie naar de Eredivisie betekende. Op 26 mei 2025 werd bekend dat Excelsior de optie tot koop gingen lichten waardoor Tielemans definitief overkwam van Vitesse. Hij heeft nu een contract tot de zomer van 2028.

## Statistieken
| Seizoen                     | Club                  | Competitie     | Competitie | Competitie | Beker | Beker | Totaal | Totaal |
| Seizoen                     | Club                  | Competitie     | Wed.       | Dlp.       | Wed.  | Dlp.  | Wed.   | Dlp.   |
| --------------------------- | --------------------- | -------------- | ---------- | ---------- | ----- | ----- | ------ | ------ |
| 2020/21                     | Jong PSV              | Eerste divisie | 15         | 1          | —     | —     | 15     | 1      |
| 2021/22                     | Jong PSV              | Eerste divisie | 25         | 2          | —     | —     | 25     | 2      |
| 2022/23                     | Jong PSV              | Eerste divisie | 37         | 5          | —     | —     | 37     | 5      |
| 2023/24                     | Vitesse               | Eredivisie     | 25         | 1          | 3     | 0     | 28     | 1      |
| 2024/25                     | Vitesse               | Eerste divisie | 16         | 0          | 1     | 0     | 17     | 0      |
| 2024/25                     | → Excelsior Rotterdam | Eerste divisie | 13         | 0          | 0     | 0     | 13     | 0      |
| Carrièretotaal              | Carrièretotaal        | Carrièretotaal | 131        | 9          | 4     | 0     | 135    | 9      |
| Bijgewerkt op 25 juni 2025. |                       |                |            |            |       |       |        |        |